# Coppa della Melanesia 2000
La Coppa della Melanesia 2000 (2000 Melanesia Cup) fu la settima ed ultima edizione della Coppa della Melanesia, competizione calcistica per nazione organizzata dalla OFC. La competizione si svolse alle Figi dal 8 aprile al 15 aprile 2000 e vide la partecipazione di cinque squadre: Figi, Isole Salomone, Nuova Caledonia, Papua Nuova Guinea e Vanuatu. Il torneo valse anche come qualificazione per la Coppa delle nazioni oceaniane 2000.

## Formula
- Qualificazioni

Nessuna fase di qualificazione. Le squadre sono qualificate direttamente alla fase finale.
- Fase finale

Girone unico - 5 squadre: giocano partite di sola andata. La prima classificata si laurea campione della Melanesia, le prime due classificate si qualificano alla fase finale della Coppa delle nazioni oceaniane 2000.

## Squadre partecipanti
| Pr. | Squadra            | Data di qualificazione certa | Partecipante in quanto                                         | Partecipazioni precedenti al torneo    | Ultima presenza |
| --- | ------------------ | ---------------------------- | -------------------------------------------------------------- | -------------------------------------- | --------------- |
| 1   | Figi               | -                            | Rappresentativa della nazione organizzatrice della fase finale | 6 (1988, 1989, 1990, 1992, 1994, 1998) | Vanuatu 1998    |
| 2   | Isole Salomone     | -                            | Qualificata di diritto                                         | 6 (1988, 1989, 1990, 1992, 1994, 1998) | Vanuatu 1998    |
| 3   | Nuova Caledonia    | -                            | Qualificata di diritto                                         | 6 (1988, 1989, 1990, 1992, 1994, 1998) | Vanuatu 1998    |
| 4   | Papua Nuova Guinea | -                            | Qualificata di diritto                                         | 4 (1989, 1990, 1994, 1998)             | Vanuatu 1998    |
| 5   | Vanuatu            | -                            | Qualificata di diritto                                         | 6 (1988, 1989, 1990, 1992, 1994, 1998) | Vanuatu 1998    |

Nella sezione "partecipazioni precedenti al torneo", le date in grassetto indicano che la nazione ha vinto quella edizione del torneo, mentre le date in corsivo indicano la nazione ospitante.

## Fase finale

### Girone unico

#### Classifica
| Pos | Squadra            | P.ti | G | V | N | P | GF | GS | DR  |
| --- | ------------------ | ---- | - | - | - | - | -- | -- | --- |
| 1   | Figi               | 10   | 4 | 3 | 1 | 0 | 13 | 4  | +9  |
| 2   | Isole Salomone     | 7    | 4 | 2 | 1 | 1 | 10 | 9  | +1  |
| 3   | Vanuatu            | 6    | 4 | 2 | 0 | 2 | 12 | 7  | +5  |
| 4   | Nuova Caledonia    | 6    | 4 | 2 | 0 | 2 | 11 | 11 | 0   |
| 5   | Papua Nuova Guinea | 0    | 4 | 0 | 0 | 4 | 4  | 19 | -15 |

Figi e Isole Salomone qualificate alla Coppa delle nazioni oceaniane 2000. Successivamente Figi si ritira a causa di un colpo di stato e viene ripescata Vanuatu. 

#### Risultati
| Suva 8 aprile 2000 | Figi | 5 – 0 | Papua Nuova Guinea |  |

| Suva 8 aprile 2000 | Nuova Caledonia | 4 – 2 | Isole Salomone |  |

| Suva 10 aprile 2000 | Isole Salomone | 2 – 1 | Vanuatu |  |

| Suva 10 aprile 2000 | Figi | 2 – 1 | Nuova Caledonia |  |

| Suva 11 aprile 2000 | Nuova Caledonia | 6 – 1 | Papua Nuova Guinea |  |

| Suva 11 aprile 2000 | Figi | 4 – 1 | Vanuatu |  |

| Suva 13 aprile 2000 | Vanuatu | 6 – 0 | Nuova Caledonia |  |

| Suva 13 aprile 2000 | Isole Salomone | 4 – 2 | Papua Nuova Guinea |  |

| Suva 15 aprile 2000 | Papua Nuova Guinea | 1 – 4 | Vanuatu |  |

| Suva 15 aprile 2000 | Figi | 2 – 2 | Isole Salomone |  |